# Innocentius VI
Innocentius VI, född Étienne Aubert 1282 i Beyssac, Frankrike, död 12 september 1362 i Avignon, var påve i Avignon från 18 december 1352 till sin död tio år senare. 

## Biografi
Étienne Aubert blev professor i rättsvetenskap (civilrätt) i Toulouse, därefter biskop av Noyon, av Clermont, och 1342 kardinal. Påvestolen var sedan 1309 förlagd i Avignon, när Aubert den 18 december 1352 valdes till att efterträda den döde Clemens VI. Med hjälp av sin legat Gil Álvarez Carrillo de Albornoz och Cola di Rienzo försökte han återställa ordningen i Rom, och lät därför 1355 godkänna kröningen av kejsar Karl IV.
Innocentius var en av de drivande krafterna bakom att fördraget i Brétigny (1360) mellan Frankrike och England undertecknades. Under hans pontifikat erbjöd Johannes V Palaiologos att den bysantinska kyrkan skulle inlemmas i den romerska i utbyte mot att påven skulle bistå honom mot Johannes VI Cantacuzenos. Eftersom påven saknade disponibla medel för ett sådant företag, avslog han erbjudandet.
Han överlevde digerdöden genom att sitta mellan två eldar under hela den tid då den härjade, så att luften han andades alltid skulle vara ren.
Större delen av det välstånd som påvarna Johannes XXII och Benedictus XII byggt upp hade förslösats av Clemens VI. Innocentius byggde upp ekonomin igen genom att skära ner antalet personer i capellani capelle, och genom att sälja konst i stället för att beställa. Runt år 1357 klagade han på sin fattigdom.
Innocentius VI avled den 12 september 1362, och hans grav finns numera hos kartusianernas kloster i Villeneuve-les-Avignon.